# Mothra
Mothra (モスラ, Mosura) és un monstre de ficció o kaiju que va aparèixer per primera vegada al film de 1961 Mothra, produït i distribuït per Toho Studios. Mothra ha aparegut en diverses pel·lícules tokusatsu de Toho, sovint com a personatge recurrent a la franquícia Godzilla. Se la retrata típicament com una larva colossal i intel·ligent (una eruga) o com un imago (una arna), acompanyada de dos humanoides en miniatura que parlen en nom seu. A diferència dels altres monstres Toho, Mothra és un personatge principalment heroic que ha estat representat de manera variada com la protectora de la seua pròpia cultura insular, de la Terra i del Japó. Tot i que identificada com una espècie d'arna, el disseny del personatge incorpora elements associats més freqüentment a les papallones, i té maxil·lars de tricòpters en lloc d'un apèndix trompa. El personatge sol ser representat eclosionant descendència (en alguns casos, bessons) quan està a prop de la mort, una picada d'ull a la doctrina Saṃsāra de nombroses religions índies.